# UWC México 41
UWC México 41: Mascarado vs. Prototipo fue un evento de artes marciales mixtas producido por Ultimate Warrior Challenge México, que se llevó a cabo el 24 de febrero de 2023 en el Entram Gym de Tijuana, Baja California, México.